# Черськ
Черськ — село в Україні,  у Маневицькій селищній громаді Камінь-Каширського районуВолинської області. Населення становить 443 осіб. До 2020 орган місцевого самоврядування — Троянівська сільська рада.

## Географія
Через село тече річка Осина, права притока Стоходу.

## Історія
У 1906 році село Повурської волості Ковельського повіту Волинської губернії. Відстань від повітового міста 41 верст, від волості 10. Дворів 92, мешканців 652.
19 липня 2020 року, в результаті адміністративно-територіальної реформи та ліквідації  Маневицького району, село увійшло до складу новоутвореного Камінь-Каширського району.

## Населення
Згідно з переписом УРСР 1989 року чисельність наявного населення села становила 466 осіб, з яких 256 чоловіків та 110 жінок.
За переписом населення України 2001 року в селі мешкала 541 особа. 100 % населення вказало своєю рідною мовою українську мову.